# 134174 Jameschen
134174 Jameschen este o planetă minoră (asteroid) din centura de asteroizi. A fost descoperită pe 1 februarie 2005 la Catalina Station⁠(d) de Catalina Sky Survey. 
Obiectul prezintă o orbită caracterizată de o semiaxă mare de 2,888519606303 UAi, o excentricitate de 0,05, o înclinație de 10,7 ° în raport cu ecliptica.